# Макушка Валдаја
Макушка Валдаја (рус. Макушка Валдая) представља највишу тачку Валдајског побрђа и уједно највишу тачку целе Источноевропске низије. Налази се у централном делу Тверске области, на северозападу европског дела Руске Федерације. Административно припада Вишњеволочком рејону.
Представља развође између Каспијског и Балтичког слива и лежи на надморској висини од 346,9 метара.

## Видети
- Валдајско побрђе
- Тверска област
- Вишњеволочки рејон